# Teófilo Rebollar Rodríguez
Teófilo Rebollar Rodríguez (Villamuriel de Cerrato, 1 de abril de 1892 - Monte Arruit, protectorado español de Marruecos, 9 de agosto de 1921) fue un militar español, muerto durante el desastre de Annual.
Realizó sus estudios de Bachiller en Palencia obteniendo numerosas matrículas de honor. Posteriormente cursó la carrera de Medicina en la Universidad Central de Madrid, consiguiendo la calificación de sobresaliente y siéndole adjudicado en 1914 el Premio extraordinario por sus brillantes calificaciones. En octubre de ese mismo año ingresa como alumno en la Academia Médico Militar.

## Carrera militar[2]

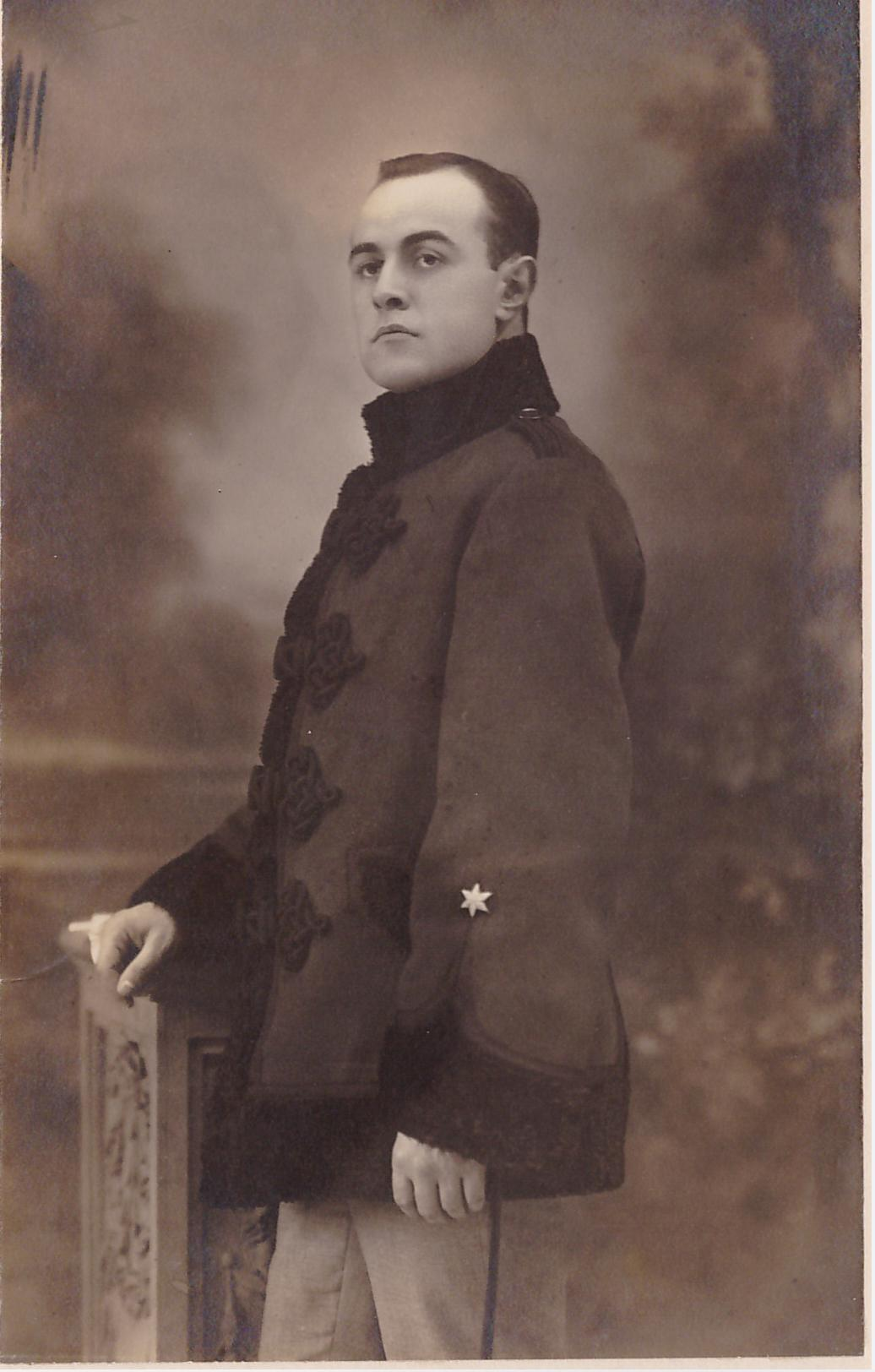
Teófilo Rebollar de alférez

En junio de 1915 es destinado como médico segundo al Segundo Batallón del Regimiento de Infantería de Bergara (Barcelona) y poco después a la Cuarta Compañía de la Brigada de tropas de Sanidad Militar, donde permanecerá en Comisión de Servicios en el Hospital de Tetuán. En febrero de 1916 es destinado al Segundo Batallón del Regimiento de Infantería de Ceuta n.º 60. De regreso a Tetuán con su Batallón partirá para Senir con la misión de colocar tres blocaos en las faldas del monte Se-Sen. 
En esta zona situada en el noroeste de África pasará varios días guarneciendo campamentos (Montenegrón) y pernoctando en otros (Mesf, Ustzi, Dao-Rifieu) mientras realiza operaciones contra cabilas rebeldes (Biút), como la mandada por el general de brigada don Francisco Sánchez Manjón. Por estas operaciones se le concede la Cruz de Primera Clase de M.M. con distintivo rojo y la Medalla Militar con pasador Tetuán (Cruces del Mérito Militar). Después de su destino en el Segundo Batallón del regimiento de Infantería Garellano n.º 43 es destinado a Bilbao y posteriormente, en abril de 1918, al Hospital de Madrid Carabanchel (Hospital Central de la Defensa Gómez Ulla) y un año después al Primer Regimiento de Ferrocarriles, también en Madrid. 
En mayo de 1919 ascendió a capitán y un mes después embarcó para Melilla, donde se le destinó al Regimiento Mixto de Artillería. El 22 de julio de 1921 se hizo cargo de la dirección médica del puesto de Tistutin, hospital de campaña que resultaba vital por ser la cabecera de tren en la que convergían diferentes blocaos (Afsó, Zoco Telatza, Quebdani-Kandusi, Batel y Annual-Dar Drius). A esto hay que añadir que el día 23 de julio llegaron numerosos heridos procedentes de la retirada de otros puestos como Annual, Dar Drius y Batel, lo que hizo que la situación médica en Tistutin fuera insostenible. El Capitán Rebollar se encargó de seleccionar a los heridos con el fin de que fueran evacuados hacia Melilla en el tren y pudo conseguir que al menos tres expediciones llegaran a Melilla: una el 22, y dos el 23.
El capitán Rebollar jamás abandonó su puesto hasta que llegó la columna del general Felipe Navarro y Ceballos-Escalera con la que se retiró a Monte Arruit.

## Monte Arruit

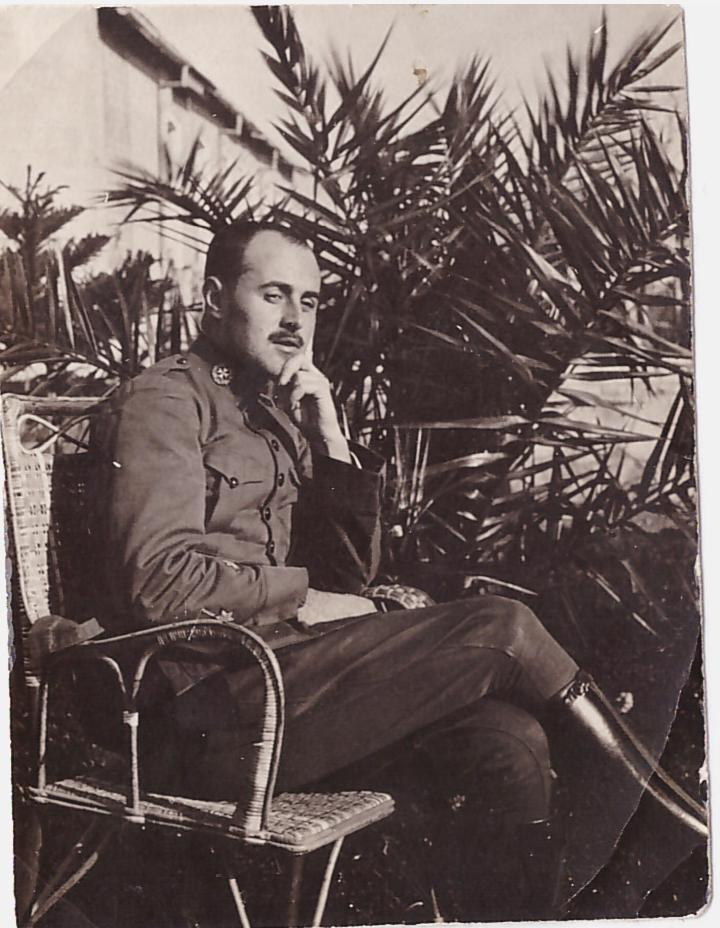
Teófilo Rebollar de teniente en Tetuán

En Monte Arruit continuó su labor médica en condiciones de lo más precarias. Por esa labor fue propuesto para recibir la Cruz Laureada de San Fernando. Entre los heridos ilustres figura el teniente coronel Fernando Primo de Rivera y Orbaneja, a quien amputó el brazo.
Monte Arruit sin apenas defensores, bajo el constante fuego rifeño, con cientos de enfermos y heridos, sin agua, comida, municiones ni medicamentos, resistió hasta el 9 de agosto, día en que el general Navarro se vio obligado a la rendición pactando con jefes de las cabilas el abandono del fortín a cambio de la entrega de las armas.
A la 1 de la tarde del 9 de agosto, los restos del ejército del Rif se preparan ordenadamente para su salida, cuando llega la orden los rifeños, incumpliendo el trato, se abalanzan sobre las armas dejadas por los españoles y comienza la masacre. Teófilo falleció este 9 de agosto en esta matanza.

## Recuperación

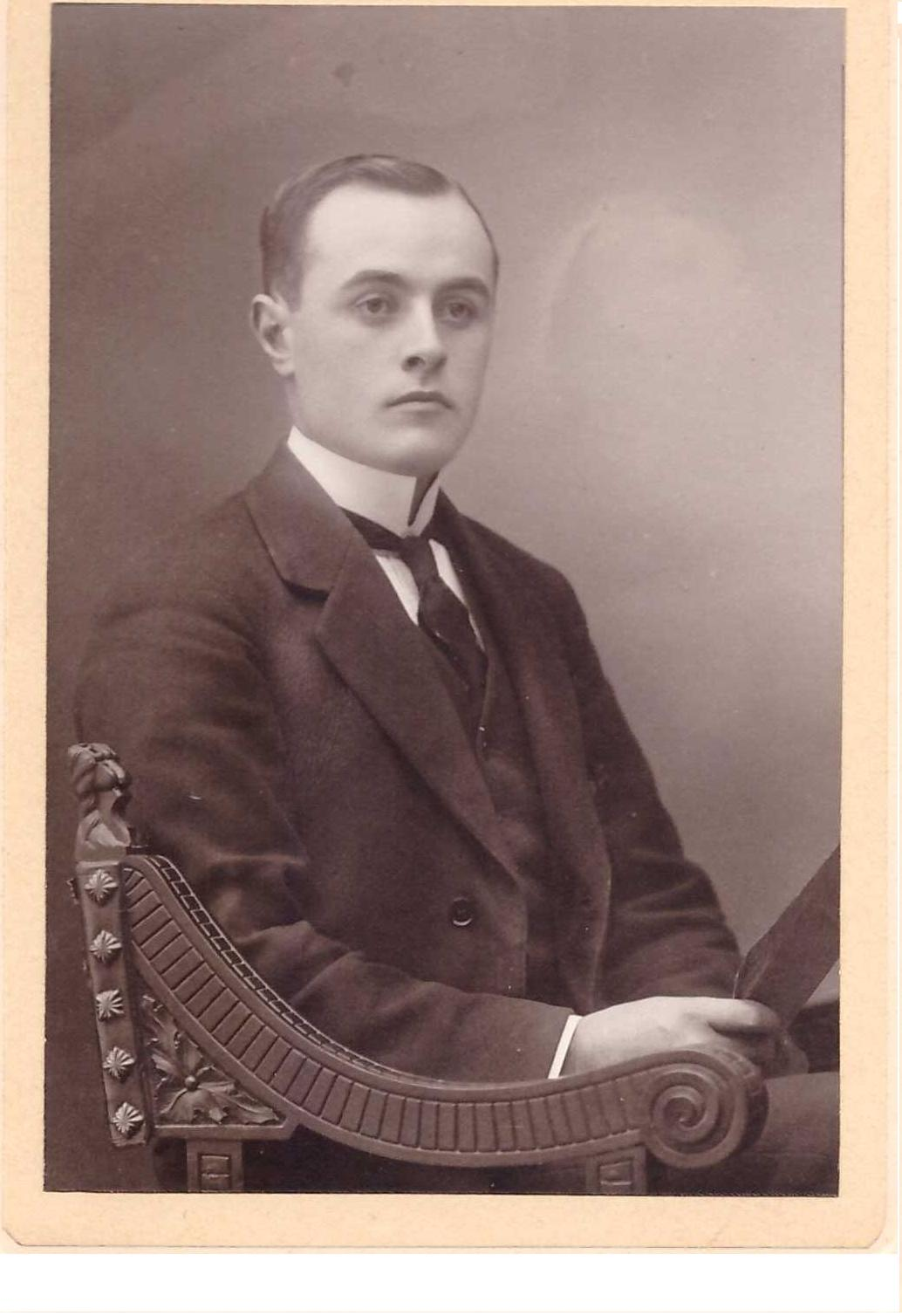
Teófilo Rebollar de paisano

En octubre se recupera la posición, la escena está llena de cadáveres momificados, destrozados y comidos por las alimañas, despojados de todo cuanto llevaban apenas resultan reconocibles. No obstante se intenta su identificación, de hecho el capitán Rebollar parece que fue identificado en las inmediaciones rodeado de camillas en las que iban los heridos. Los restos de todos los allí hallados fueron enterrados en una fosa con forma de cruz, para posteriormente ser trasladados el 23 de mayo al cementerio de Melilla y poco después al Panteón de Héroes donde reposan en la actualidad.